# La vida a oscuras
La vida a oscuras es una película argentina de 2023 dirigida por Enrique Bellande.
La película fue seleccionada para competir en la sección oficial a la mejor película de la Competencia Argentina en la 24° edición del Buenos Aires Festival Internacional de Cine Independiente.
La película tuvo su estreno comercial en Argentina en julio de 2023 en la sala del MALBA 

## Sinopsis
Se trata de un acercamiento a la figura de Fernando Martín Peña, pero también es una película sobre el cine, sobre un momento trascendental en su historia, sus espacios y rituales.

## Premios y nominaciones
| Premio/Festival de Cine                                   | Fecha del evento                 | Categoría                            | Nominado          | Resultado | Ref.  |
| --------------------------------------------------------- | -------------------------------- | ------------------------------------ | ----------------- | --------- | ----- |
| Buenos Aires Festival Internacional de Cine Independiente | 19 de abril al 1 de mayo de 2023 | Competencia argentina Mejor película | La vida a oscuras | Nominada  | [ 4 ] |